# 아흐마드 레자 아베드자데
아흐마드 레자 아베드자데(페르시아어: احمدرضا عابدزاده, Ahmad Reza Abedzadeh, 1966년 5월 25일 ~ )는 이란의 은퇴한 축구 선수로서, 포지션은 골키퍼였다.

## 기타
그의 아들인 아미르 아베드자데은 현재 폰페라디나 소속(포지션은 골키퍼)으로 뛰고 있다.